# Kraftwerk Salto Andersen
Das Kraftwerk Salto Andersen (spanisch Central hidroeléctrica Salto Andersen) ist ein Wasserkraftwerk in der Provinz Río Negro, Argentinien, das am Río Colorado gelegen ist.
Das Kraftwerk wurde am 21. Juni 2011 offiziell in Betrieb genommen. Die installierte Leistung des Kraftwerks beträgt 7,8 MW. Die durchschnittliche Jahreserzeugung wird mit 52,5 Mio. kWh angegeben. Zwei Kaplan-Turbinen leisten jeweils maximal 3,93 MW. Die Fallhöhe liegt bei 7,5 m. Der Durchfluss beträgt zwischen 120 m³/s.